# Sedilia

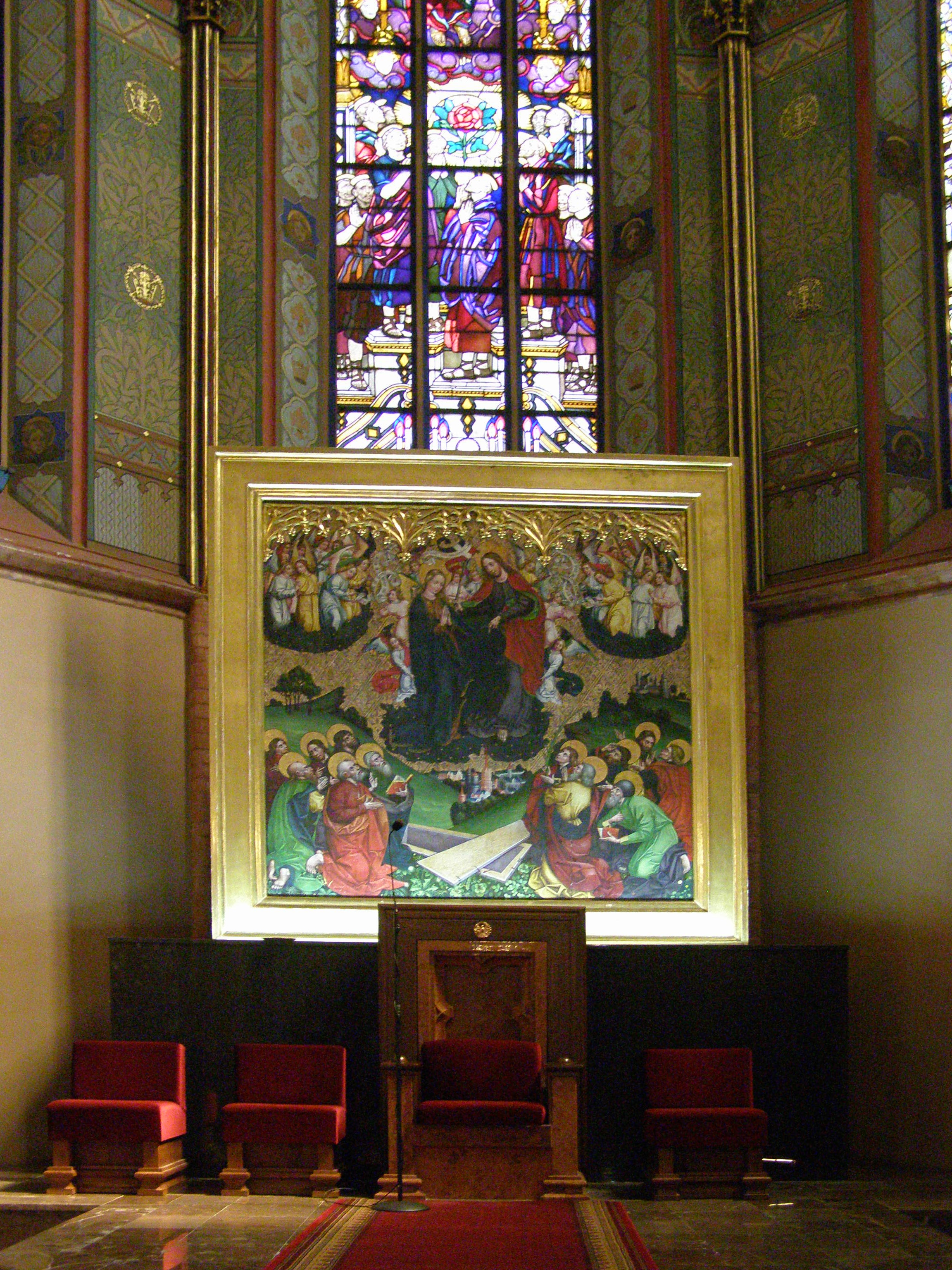
Katedra biskupa włocławskiego

Sedilia – miejsce w kościele przeznaczone dla celebransa i służby liturgicznej. Zazwyczaj znajduje się w prezbiterium.
Szczególnym rodzajem sedilii, zarezerwowanym dla biskupa ordynariusza jest katedra. Katedra znajduje się tylko w kościele katedralnym (od sedilii biskupa wzięła się nazwa budynku katedry).
Najpierw sedilie znajdowały się w absydzie bazyliki. Były raczej proste w formie. Z czasem miejsce tych siedzeń zajął ołtarz stały. Wówczas sedilie umieszczano przy ścianie w prezbiterium. Siedzenia te zaczęły upodabniać się do tronu, zwłaszcza siedzenie dla celebransa. 
Kapłan udaje się tam na czas śpiewów wykonywanych przez chór lub podczas czytań, natomiast wszelkie czynności właściwe celebransowi wykonuje przy ołtarzu – jest to jednocześnie znak nieposiadania (absencji) jurysdykcji, a jego kapłańska moc wypływa z ołtarza.
Odnowiona liturgia wymaga, aby siedzenia dla celebransa, jego asysty i ministrantów były dostosowane do struktury kościoła i tak usytuowane, aby wierni z łatwością widzieli, że celebrans rzeczywiście stoi na czele wspólnoty liturgicznej.